# Савостьянов, Юрий Петрович
Ю́рий Петро́вич Савостья́нов (род. 12 октября 1937) — российский дипломат.

## Биография
Окончил Московский государственный институт международных отношений (МГИМО) МИД СССР. Владеет турецким, английским и французским языками. На дипломатической работе с 1960 года. 
В 1991—1993 годах — генеральный консул в Сан-Франциско (США). 
С 18 марта 1997 по 5 декабря 2001 года — чрезвычайный и полномочный посол Российской Федерации в Султанате Оман.
С 2001 года на пенсии.

## Дипломатический ранг
Чрезвычайный и полномочный посол (27 июля 1998).